# Blue Rain
「Blue Rain」（ブルー・レイン）は、1987年11月6日にリリースされた、チェッカーズの15枚目のシングル。

## 解説
Cute Beat Club Band名義の12インチシングル「7つの海の地球儀」と同時発売。TBS『日立 世界・ふしぎ発見!』のエンディングテーマ曲に採用された（1987年10月-同年12月）。
ロンドンレコーディング。チェッカーズにとって初の海外レコーディング作品。
1988年アルバム『SCREW』にCDのみのボーナス・トラックとして11曲目に収録された。
ライブにおいては1987年冬、1988年冬、1992年夏のツアーのセットリストに組まれているが、その他のライブではあまり歌われることがなかった。2002年の藤井フミヤと藤井尚之のファンクラブイベントで、およそ10年ぶりにファンの前で披露した。2008年に25周年で再始動した藤井兄弟のユニット・F-BLOODのライブでも、全会場ではないもののメニューに入れられた。

## 収録曲
作詞：藤井郁弥／編曲：THE CHECKERS FAM.
1. Blue Rain ※サビの一人称が歌詞カードでは「僕」と表記されているが、実際の歌唱では「俺」になっている。
  - 作曲：藤井尚之
2. WのCherry Boys
  - 作曲：武内享